# Voleibol de praia nos Jogos Pan-Americanos de 2007 - Feminino
O torneio feminino de voleibol de praia nos Jogos Pan-Americanos de 2007 ocorreu entre 16 e 21 de julho na Praia de Copacabana. Dezesseis duplas participaram do evento.

## Medalhistas
| Ouro   | BRA Juliana Silva e Larissa França    |
| Prata  | CUB Dalixia Fernández e Tamara Larrea |
| Bronze | MEX Mayra García e Bibiana Candelas   |

## Formato
As dezesseis duplas equipes foram divididas em quatro grupos. Cada dupla jogou contra as outras do mesmo grupo, totalizando três jogos. As duas primeiras colocadas de cada grupo classificaram-se para as quartas-de-final, disputadas em jogos eliminatórios, com as duplas vencedoras indo às semifinais. Das semifinais, os vencedores disputaram a final e os perdedores lutaram pela medalha de bronze.

## Resultados

### Primeira fase

#### Grupo E
| Pos | Equipe                           | Pts | J | V | D | SP | SC | PP  | PC  |
| --- | -------------------------------- | --- | - | - | - | -- | -- | --- | --- |
| 1   | BRA Juliana Silva/Larissa França | 6   | 3 | 3 | 0 | 6  | 0  | 126 | 72  |
| 2   | USA Angela Akers/Brooke Niles    | 5   | 3 | 2 | 1 | 4  | 2  | 110 | 92  |
| 3   | ESA Ivonne Soler/Laura Molina    | 4   | 3 | 1 | 2 | 2  | 5  | 91  | 127 |
| 4   | PUR Yamileska Yantin/Ania Ruíz   | 3   | 3 | 0 | 3 | 1  | 6  | 98  | 134 |

| Data   | Dupla 1         | Resultado | Dupla 2      | Parciais           |
| ------ | --------------- | --------- | ------------ | ------------------ |
| 16/jul | Juliana/Larissa | 2 - 0     | Akers/Niles  | 21:10, 21:16       |
| 16/jul | Soler/Molina    | 2 - 1     | Yantin/Ruíz  | 21:13, 14:21, 15:9 |
| 17/jul | Soler/Molina    | 0 - 2     | Akers/Niles  | 11:21, 7:21        |
| 17/jul | Juliana/Larissa | 2 - 0     | Yantin/Ruíz  | 21:16, 21:7        |
| 18/jul | Juliana/Larissa | 2 - 0     | Soler/Molina | 21:11, 21:12       |
| 18/jul | Akers/Niles     | 2 - 0     | Yantin/Ruíz  | 21:15, 21:17       |

#### Grupo F
| Pos | Equipe                              | Pts | J | V | D | SP | SC | PP  | PC  |
| --- | ----------------------------------- | --- | - | - | - | -- | -- | --- | --- |
| 1   | CUB Dalixia Fernández/Tamara Larrea | 6   | 3 | 3 | 0 | 6  | 0  | 126 | 55  |
| 2   | ECU Mercedes Mena/Karina Hernández  | 5   | 3 | 2 | 1 | 4  | 2  | 108 | 70  |
| 3   | NCA Heisell Guandique/Heidy Rostran | 4   | 3 | 1 | 2 | 2  | 5  | 78  | 131 |
| 4   | TRI Nancy Joseph/Elki Phillp        | 3   | 3 | 0 | 3 | 1  | 6  | 80  | 136 |

| Data   | Dupla 1           | Resultado | Dupla 2           | Parciais           |
| ------ | ----------------- | --------- | ----------------- | ------------------ |
| 16/jul | Fernández/Larrea  | 2 - 0     | Guandique/Rostran | 21:6, 21:9         |
| 16/jul | Mena/Hernández    | 2 - 0     | Joseph/Phillp     | 21:8, 21:9         |
| 17/jul | Fernández/Larrea  | 2 - 0     | Joseph/Phillp     | 21:8, 21:8         |
| 17/jul | Mena/Hernández    | 2 - 0     | Guandique/Rostran | 21:5, 21:6         |
| 18/jul | Guandique/Rostran | 2 - 1     | Joseph/Phillp     | 16:21, 21:17, 15:9 |
| 18/jul | Fernández/Larrea  | 2 - 0     | Mena/Hernández    | 21:12, 21:12       |

#### Grupo G
| Pos | Equipe                                      | Pts | J | V | D | SP | SC | PP  | PC  |
| --- | ------------------------------------------- | --- | - | - | - | -- | -- | --- | --- |
| 1   | CAN Marie Lessard/Sarah Maxwell             | 6   | 3 | 3 | 0 | 6  | 1  | 141 | 89  |
| 2   | COL Andrea Galindo/Claudia Galindo          | 5   | 3 | 2 | 1 | 4  | 3  | 113 | 123 |
| 3   | CRC Ingrid Morales/Natalia Alfaro           | 4   | 3 | 1 | 2 | 3  | 4  | 123 | 137 |
| 4   | ARG María Elena Evangelista/Alejandra Ortíz | 3   | 3 | 0 | 3 | 1  | 6  | 107 | 135 |

| Data   | Dupla 1           | Resultado | Dupla 2           | Parciais            |
| ------ | ----------------- | --------- | ----------------- | ------------------- |
| 16/jul | Lessard/Maxwell   | 2 - 1     | Morales/Alfaro    | 21:23, 21:14, 15:10 |
| 16/jul | Evangelista/Ortíz | 1 - 2     | Galindo/Galindo   | 21:15, 16:21, 10:15 |
| 17/jul | Lessard/Maxwell   | 2 - 0     | Galindo/Galindo   | 21:4, 21:13         |
| 17/jul | Evangelista/Ortíz | 0 - 2     | Morales/Alfaro    | 18:21, 17:21        |
| 18/jul | Lessard/Maxwell   | 2 - 0     | Evangelista/Ortíz | 21:8, 21:17         |
| 18/jul | Morales/Alfaro    | 0 - 2     | Galindo/Galindo   | 12:21, 22:24        |

#### Grupo H
| Pos | Equipe                                  | Pts | J | V | D | SP | SC | PP  | PC  |
| --- | --------------------------------------- | --- | - | - | - | -- | -- | --- | --- |
| 1   | MEX Bibiana Candelas/Mayra García       | 6   | 3 | 3 | 0 | 6  | 0  | 126 | 83  |
| 2   | URU Karina Cardozo/Mariana Guerrero     | 5   | 3 | 2 | 1 | 4  | 2  | 109 | 102 |
| 3   | GUA María José Orellana/Lourdes Ramírez | 4   | 3 | 1 | 2 | 2  | 5  | 108 | 135 |
| 4   | VEN Orquidea Vera/Wilmerys Muñoz        | 3   | 3 | 0 | 3 | 1  | 6  | 109 | 132 |

| Data   | Dupla 1          | Resultado | Dupla 2          | Parciais            |
| ------ | ---------------- | --------- | ---------------- | ------------------- |
| 16/jul | Candelas/García  | 2 - 0     | Orellana/Ramírez | 21:14, 21:14        |
| 16/jul | Cardozo/Guerrero | 2 - 0     | Vera/Muñoz       | 21:15, 21:13        |
| 17/jul | Candelas/García  | 2 - 0     | Vera/Muñoz       | 21:11, 21:19        |
| 17/jul | Cardozo/Guerrero | 2 - 0     | Orellana/Ramírez | 21:19, 21:13        |
| 18/jul | Candelas/García  | 2 - 0     | Cardozo/Guerrero | 21:14, 21:11        |
| 18/jul | Orellana/Ramírez | 2 - 1     | Vera/Muñoz       | 12:21, 21:18, 15:12 |

### Fase final
|  | Quartas de final     | Quartas de final     |                     |                     | Semifinais          | Semifinais     |  |  | Final               | Final |
|  |                      |                      |                     |                     |                     |                |  |  |                     |       |
|  | 19 de julho - 20h00  |                      |                     |                     |                     |                |  |  |                     |       |
|  |                      |                      |                     |                     |                     |                |  |  |                     |       |
|  | MEX Candelas/García  | 2                    |                     |                     |                     |                |  |  |                     |       |
|  | MEX Candelas/García  | 2                    | 20 de julho - 16h00 |                     |                     |                |  |  |                     |       |
|  | USA Akers/Niles      | 0                    |                     |                     |                     |                |  |  |                     |       |
|  | USA Akers/Niles      | 0                    | MEX Candelas/García | 0                   |                     |                |  |  |                     |       |
|  | 19 de julho - 22h00  |                      | MEX Candelas/García | 0                   |                     |                |  |  |                     |       |
|  |                      | BRA Juliana/Larissa  | 2                   |                     |                     |                |  |  |                     |       |
|  | BRA Juliana/Larissa  | BRA Juliana/Larissa  | 2                   | 2                   |                     |                |  |  |                     |       |
|  | BRA Juliana/Larissa  |                      | 21 de julho - 22h00 | 2                   |                     |                |  |  |                     |       |
|  | URU Cardozo/Guerrero | 0                    |                     |                     |                     |                |  |  |                     |       |
|  | URU Cardozo/Guerrero | 0                    | BRA Juliana/Larissa | 2                   |                     |                |  |  |                     |       |
|  | 19 de julho - 13h00  |                      | BRA Juliana/Larissa | 2                   |                     |                |  |  |                     |       |
|  |                      | CUB Fernández/Larrea | 0                   |                     |                     |                |  |  |                     |       |
|  | CAN Lessard/Maxwell  | CUB Fernández/Larrea | 0                   | 2                   |                     |                |  |  |                     |       |
|  | CAN Lessard/Maxwell  | 20 de julho - 17h00  |                     | 2                   |                     |                |  |  |                     |       |
|  | ECU Mena/Hernández   | 0                    |                     |                     |                     |                |  |  |                     |       |
|  | ECU Mena/Hernández   | 0                    | CAN Lessard/Maxwell | 0                   | Terceiro lugar      | Terceiro lugar |  |  |                     |       |
|  | 19 de julho - 14h00  |                      | CAN Lessard/Maxwell | 0                   | Terceiro lugar      | Terceiro lugar |  |  |                     |       |
|  |                      | CUB Fernández/Larrea | 2                   |                     |                     |                |  |  |                     |       |
|  | CUB Fernández/Larrea | CUB Fernández/Larrea | 2                   | 2                   | MEX Candelas/García | 2              |  |  |                     |       |
|  | CUB Fernández/Larrea |                      |                     | 2                   | MEX Candelas/García | 2              |  |  |                     |       |
|  | COL Galindo/Galindo  | 0                    |                     | CAN Lessard/Maxwell | 0                   |                |  |  |                     |       |
|  | COL Galindo/Galindo  | 0                    |                     |                     | 0                   |                |  |  |                     |       |
|  |                      |                      |                     |                     |                     |                |  |  | 21 de julho - 20h00 |       |
|  |                      |                      |                     |                     |                     |                |  |  |                     |       |

| Data              | Dupla 1          | Resultado        | Dupla 2          | Parciais         |
| Quartas-de-final  | Quartas-de-final | Quartas-de-final | Quartas-de-final | Quartas-de-final |
| ----------------- | ---------------- | ---------------- | ---------------- | ---------------- |
| 19/jul            | Candelas/García  | 2 - 0            | Akers/Niles      | 21:18, 21:19     |
| 19/jul            | Juliana/Larissa  | 2 - 0            | Cardozo/Guerrero | 21:8, 21:11      |
| 19/jul            | Lessard/Maxwell  | 2 - 0            | Mena/Hernández   | 21:11, 21:10     |
| 19/jul            | Fernández/Larrea | 2 - 0            | Galindo/Galindo  | 21:12, 21:14     |
| Semifinais        |                  |                  |                  |                  |
| 20/jul            | Candelas/García  | 0 - 2            | Juliana/Larissa  | 12:21, 13:21     |
| 20/jul            | Lessard/Maxwell  | 0 - 2            | Fernández/Larrea | 13:21, 16:21     |
| Disputa do Bronze |                  |                  |                  |                  |
| 21/jul            | Candelas/García  | 2 - 0            | Lessard/Maxwell  | 22:20, 21:15     |
| Final             |                  |                  |                  |                  |
| 21/jul            | Juliana/Larissa  | 2 - 0            | Fernández/Larrea | 21:25, 21:17     |